# 武者小路実世

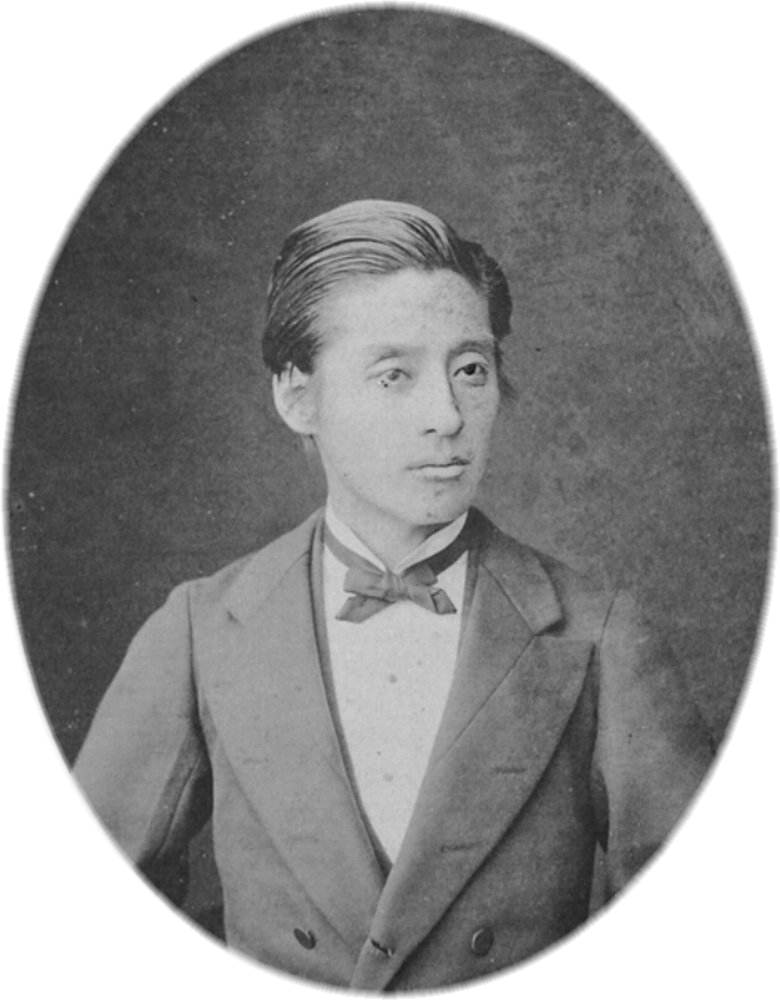

武者小路 実世（むしゃのこうじ さねよ、1852年1月12日（嘉永4年12月21日） - 1887年（明治20年）10月27日）は、明治時代前半の日本の裁判官。正五位子爵。大日本帝国憲法の設置に関わった。

## 来歴
山城国の武者小路家当主・実建の次男として生まれた。童名は多嘉丸。のち22歳年上の兄・公香の養子となる。1868年（明治元年）、18歳で秋子と結婚し、1870年（明治3年）に上京。
翌年1871年（明治4年）11月、岩倉使節団の留学生としてドイツに2年半滞在し、1874年（明治7年）7月に帰朝。1875年（明治8年）には萬里小路道房とともに、大久保利和、藤波言忠らの東京青森間鉄道計画を支持して華族票を集め、次いで日本鉄道会社の発起人の一人となった。
1876年（明治9年）、当主だった兄の公香が死没し、公香は男子が夭折していたため、26歳で武者小路家の当主となる。
1879年（明治12年）、学習院の顧問グイド・フルベッキとともに法学者ヨハン・カスパール・ブルンチュリの論文を邦訳し『国会議員選挙論』として刊行。1881年、獨逸学協会の会員となる。同年10月21日に内閣が更迭され参事院（内閣法制局の前身）が置かれたが、ここで大日本帝国憲法発布の準備に関わったという。
華族会館司計局長、麹町区議会議員、熊谷裁判所判事を歴任。
1884年（明治17年）7月に子爵を叙爵。1886年（明治19年）、麹町の自宅を日本赤十字社の事務所として提供した。
1887年（明治20年）10月27日、37歳で結核により死去。

## エピソード
万国国際法学会の発起人であるスイス法学者ブルンチュリの1876年の『Politik als Wissenschaft』（"科学としての政治"）は、約600頁10章の論文であるが、グイド・フルベッキの口訳を実世が筆記した『国会議員選挙論』はこれを和文40頁に「輯め」たものであるとされている。以下のとおり人格攻撃的な内容も含まれているが、原文の趣旨とは逆方向の結論になっていた。
なお、原文の該当部分は、1870年代のスイスの女性運動の組織化の影響もあり、「国家と教会とのあいだの避けられない闘争」を分析し、「女性は立場上、教会の影響を受けやすい」ものの、スイスの女性選挙権については「女性にも選挙権が与えられれば、女性も義務と責任を感じ、誰を信頼するかについての自分の選択についてはより慎重になるだろう」、「女性の排除については、男女の性質に基づく理由が働いている可能性が高く、真剣かつ慎重な検討が求められる」など、女性選挙権（ドイツ語: Frauenstimmrecht）について包括的な意見を述べたものである。

## 著述
筆記
・ 『国会議員選挙論』 グイド・フルベッキ口訳筆記。1879年。Johann Kaspar Bluntschli『Politik als Wissenschaft』（"科学としての政治"、1876年）邦訳。

## 親族
- 武者小路実建 - 武者小路家当主（8代）
  - 公香 - 公卿
  - 公香妻・菅子 - 藤井行学の長女[9]、
    - 唯子 - 子爵三室戸和光の妻[10]。
    - 実光 - フランス文学者

  - 実世
  - 実世妻・秋子 - 勘解由小路資生の次女
    - 公共 – 外交官。日独防共協定に関与して公職追放を受けた。日独協会会長
    - 伊嘉子 - 平田敏雄の妻
    - 実篤 - 作家、貴族院勅選議員。文芸雑誌「白樺」発起人
    - 実篤妻・安子 - 士族飯河安信の子

  - 公敏
  - 公敏妻・喜佐 - 町医者足立良元の子
    - 敏雄
      - 穣 - 歴史学者。喜佐の甥。